# Богданівська балка
Богда́нівська Ба́лка — ботанічний заказник загальнодержавного значення в Україні. Розташований у межах Бобринецького району Кіровоградської області, на північ від села Богданівка. 
Площа 25,2 га. Створений у 1994 році. 
Природоохоронний статус надано з метою охорони та збереження природного комплексу урочища Богданівка, що складається з балки і потічка (притока Сугоклії). На схилах балки є численні виходи гранітів у вигляді кам'яних плит і невеликих скель. 
Рослинність представлена петрофітними видами, зокрема авринія скельна, кизильник чорноплідний, таволга звіробоєлиста. Зростають також буквиця лікарська, хвилівник звичайний, купина пахуча, крушина ламка. Пологи схили балки вкриті різнотравно-типчаковими ценозами. Крім того, тут виявлено ряд рідкісних видів, занесених до Червоної книги України — сон чорніючий, астрагал шерстистоквітковий, ковила волосиста, півники понтичні.